# Дхулия
Дху́лия, Дхуле, раннее — Дхулиа (англ. Dhule) — город в индийском штате Махараштра. Административный центр округа Дхуле. Средняя высота над уровнем моря — 239 метров. По данным всеиндийской переписи 2001 года, в городе проживало 341 473 человека, из которых мужчины составляли 52 %, женщины — соответственно 48 %. Уровень грамотности взрослого населения составлял 75 % (при общеиндийском показателе 59,5 %). 13 % населения было моложе 6 лет.